# حلوى شحمية

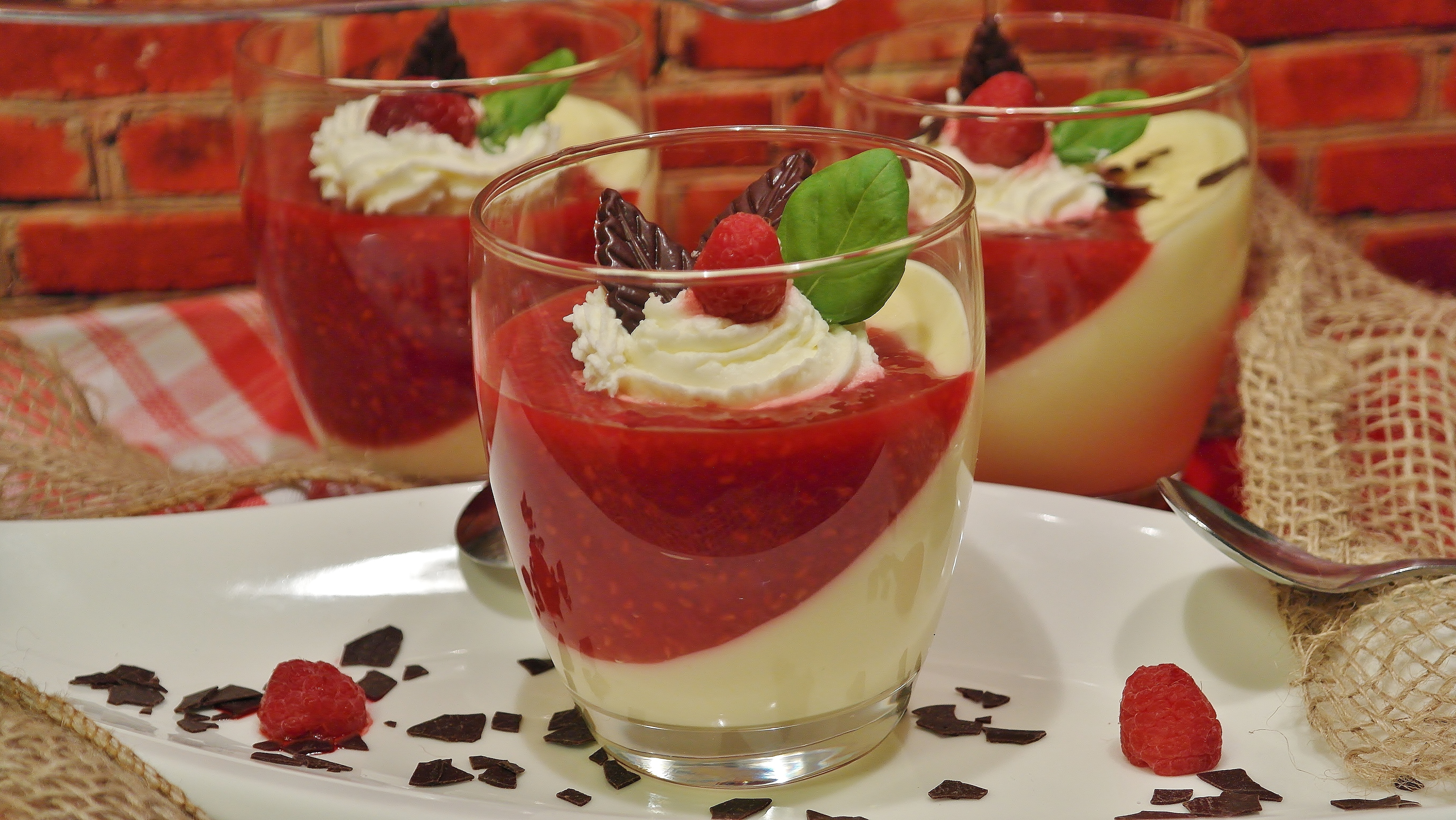
pudding

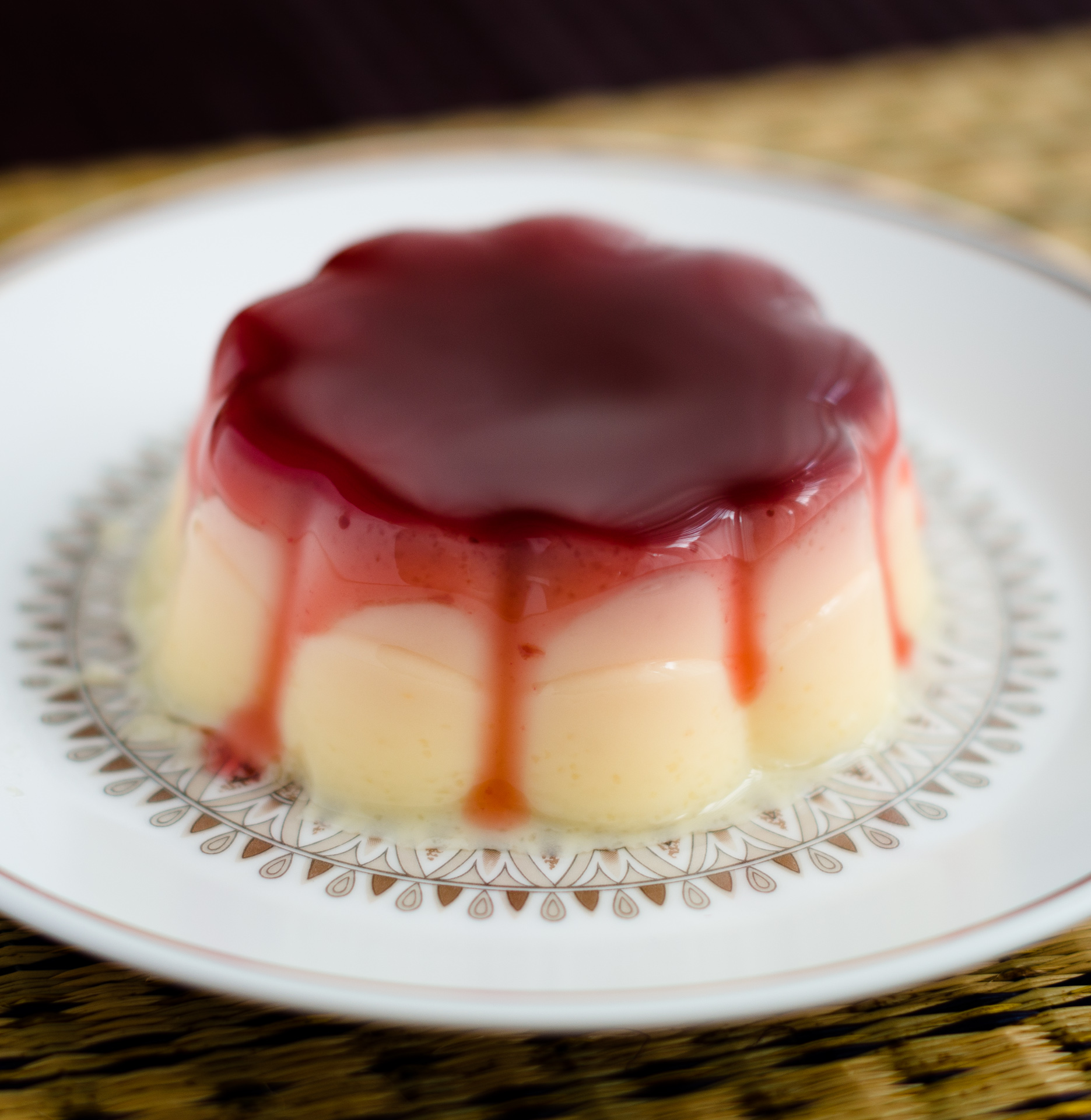
بودينق

الحلوى الشحمية أو البُودِنغ أو البودِنق (Pudding) هو تعبير يشير في المعنى العام إلى الحلويات في الثقافة الغربية. وبشكل أكثر تحديداً فهو يشير إلى نوع من حلويات الكريمة.
إن المكونات الرئيسية للبودِنق هي عادة من الحليب والنشا والسميد والبيض. يمكن تحضير أنواع عدة من البودِنق وذلك حسب الوصفة المستخدمة، فيمكن أن يضاف الأرز فنحصل على بودِنق الأرز، وهو ما يعرف في الوسط العربي باسم أرز بحليب، كما يمكن أن تضاف الفواكه أو الشوكولاتة أو الفانيليا.
يمكن أن يكون البودِنق على شكل كاسترد في حال التثخين باستخدام البيض، أو مهلبية في حال التثخين باستخدام النشا، أو الجيليه في حال التثخين باستخدام الجيلاتين أو مادة أخرى مثبتة للقوام.

## كريمة البودِنغ

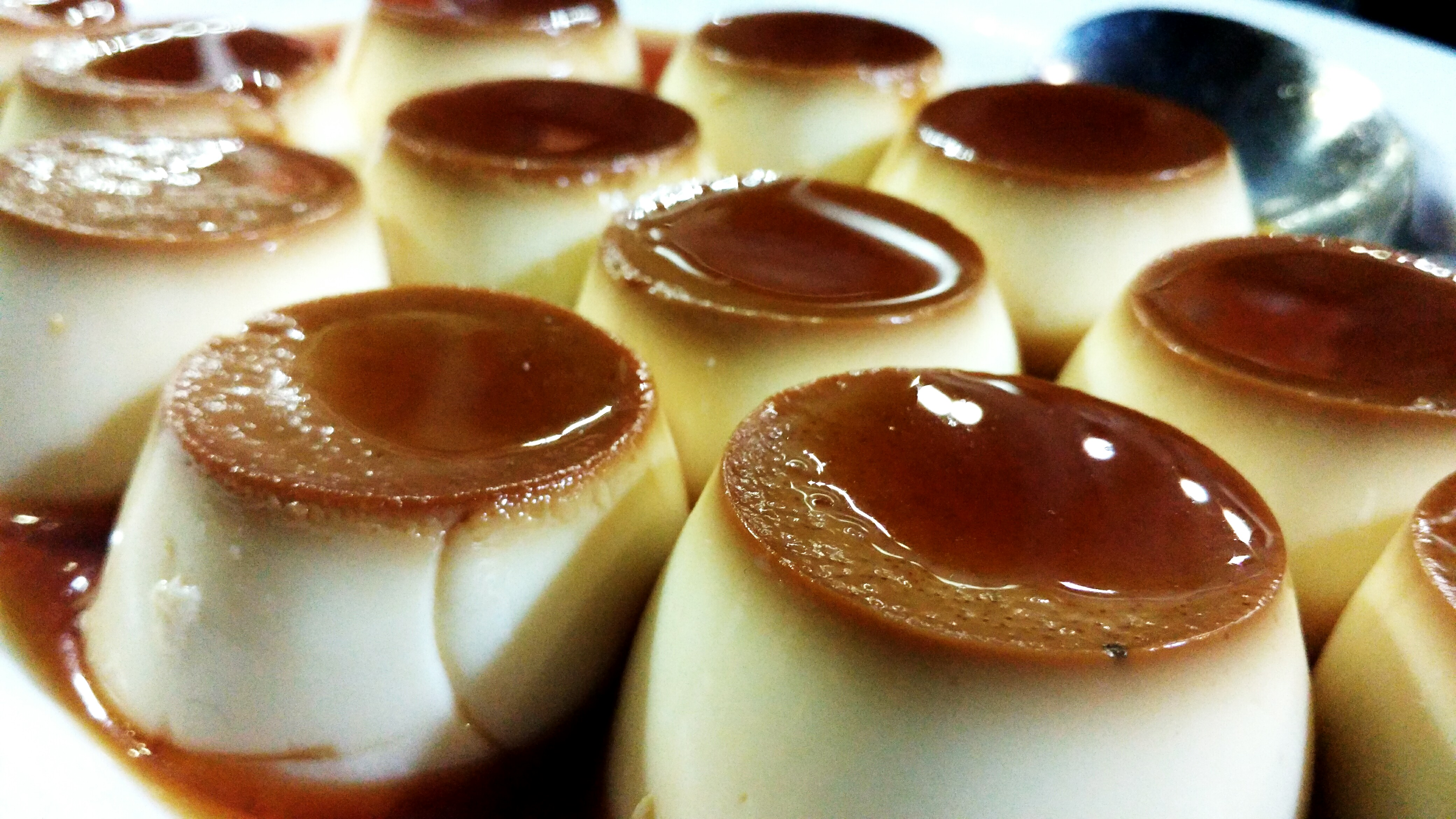

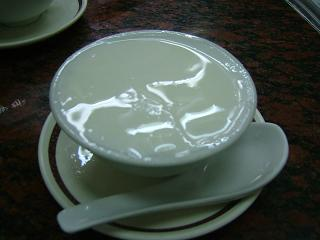

يتكون النوع الثاني والأحدث من البودنغ من السكر والحليب وعامل تكثيف مثل نشا الذرة والجيلاتين والبيض والأرز أو التابيوكا لصنع حلوى حلوة وكريمة. يتم صنع هذه الحلوى إما عن طريق الغليان فوق الموقد في قدر أو غلاية مزدوجة أو عن طريق الخبز في الفرن .عادتا يتم حرق هذه الحلوى بسهولة على النار ، ولهذا السبب غالبًا ما يتم استخدام غلاية مزدوجة ؛ تُستخدم الآن أفران الميكروويف أيضًا في كثير من الأحيان لتجنب هذه المشكلة ولتقليل التحريك.
عادة ما يتم تقديم البودِنغ الكريمي مثلجًا ، ولكن القليل منها يمكن تقديمها دافئة. لا يتطلب البودِنغ الفوري الغليان وبالتالي يمكن تحضيره بسرعة أكبر.
هذا المصطلح شائع في أمريكا الشمالية وبعض الدول الأوروبية مثل هولندا ، بينما في بريطانيا يعتبر البودِنغ كثيف البيض كاسترد وبودِنغ كثيف النشا يسمى بلانكمانج (blancmange).

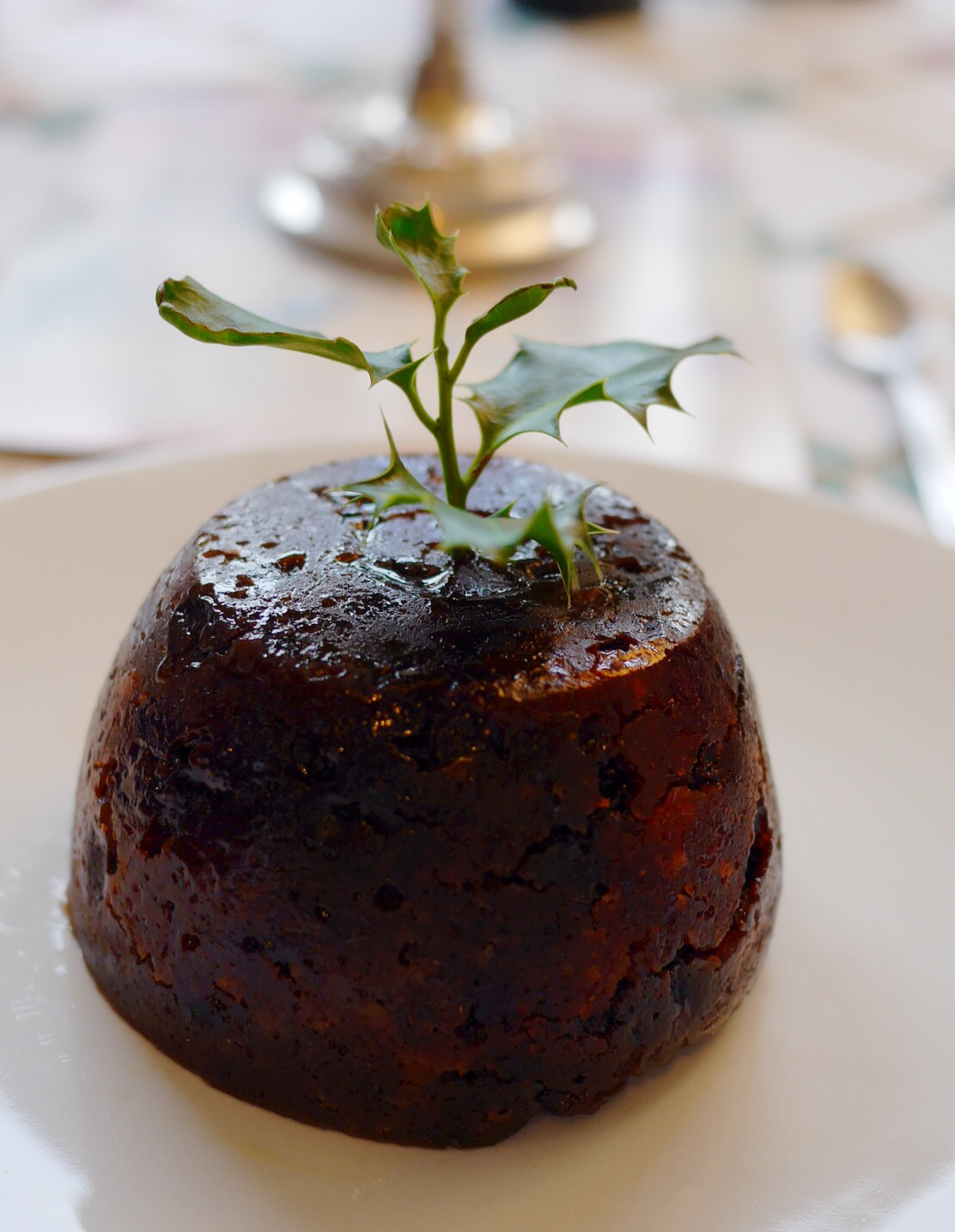
Christmas pudding

كريم المائدة هو حلوى شبيهة بلانكمانج. تم تعميم الحلوى من قبل الشركة المصنعة الإنجليزية Symington's Ltd في أوائل القرن العشرين. لا يزال يتم إنتاجه تحت الاسم التجاري لشركة Symington ، ولكن لم تعد تصنعه الشركة الأصلية. [بحاجة لمصدر]

## حلوى بودِنغ
يمكن تقديم مهلبية من نوع الحلوى مع إضافات مثل الفاكهة الطازجة والقشدة المخفوقة.
البودنغ غنية ومتجانسة إلى حد ما من النشا أو منتجات الألبان مثل الأرز باللبن أو خليط الكيك المطهو على البخار مثل بودنغ الإسفنج الأسود (مع أو بدون إضافة مكونات مثل الفواكه المجففة كما هو الحال في بودنغ عيد الميلاد).
في الولايات المتحدة وبعض أجزاء كندا ، يشير البودنغ بشكل مميز إلى حلوى تعتمد على الحليب الحلو تشبه في تناسق الكاسترد المعتمد على البيض أو الكاستر أو موس ، وغالبًا ما يتم تعيينه تجاريًا باستخدام نشا الذرة أو الجيلاتين أو عامل كولاجين مشابه مثل جيل- يا خط المنتجات التجارية. تُعرف هذه الأطعمة في دول الكومنولث باسم الكاسترد (أو الخثارة) إذا كانت كثيفة البيض ، أو بلانكمانج إذا كانت كثيفة النشا ، أو هلامية إذا كانت أساسها الجيلاتين. قد يشير بودنغ أيضًا إلى أطباق أخرى مثل بودنغ الخبز وبودنغ الأرز في أمريكا الشمالية ، على الرغم من أن هذه الأسماء مستمدة من أصلها كأطباق بريطانية.

## تاريخ
في المملكة المتحدة وبعض دول الكومنولث ، يمكن استخدام كلمة بودنغ لوصف كل من الأطباق الحلوة والمالحة. ما لم يكن هذا المصطلح مؤهلًا ، يشير المصطلح في الاستخدام اليومي عادةً إلى الحلوى ؛ في المملكة المتحدة ، يتم استخدام الحلوى كمرادف لدورة الحلوى.

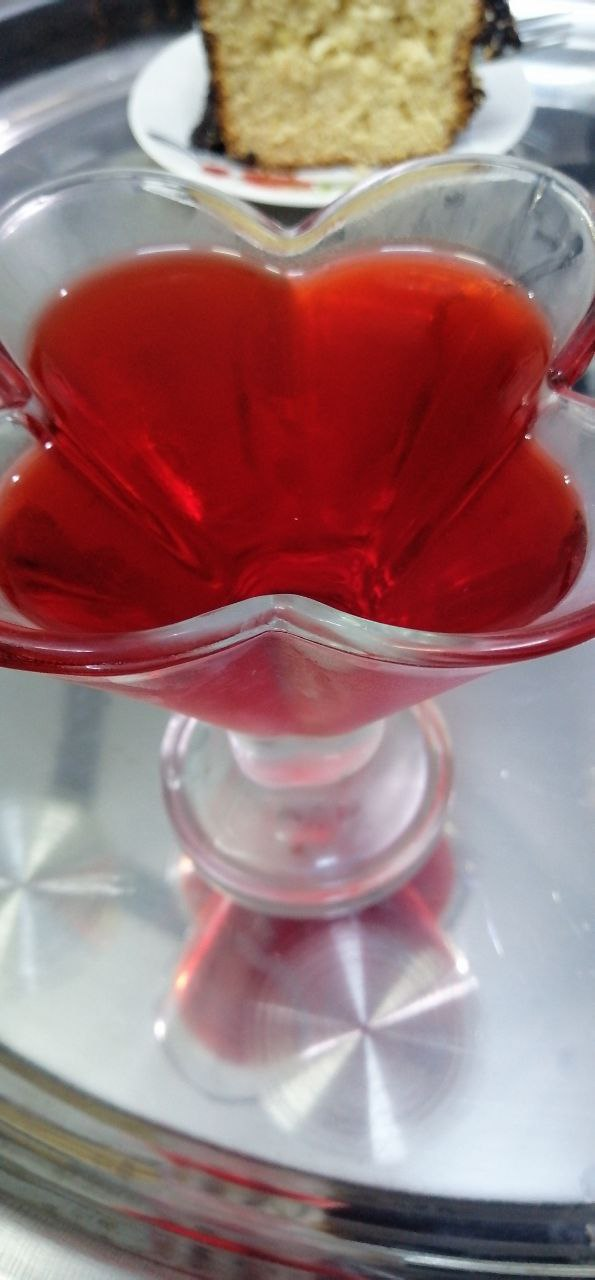